# Florenskyite
La florenskyite è un minerale descritto nel 1999 in base ad una scoperta avvenuta nel meteorite di Kaidun caduto in prossimità del villaggio di Al-Khuraybah nello Yemen. Il nome del minerale è stato attribuito in onore del geologo russo Kirill Pavlovič Florenskij.

## Morfologia
La florenskyite è stata trovata sotto forma di granuli anedrali di dimensione massima di 14µm dispersi in un fillosilicato.

## Origine e giacitura
Il meteorite in cui è stata scoperta la florenskyite è una condrite carbonacea. La florenskyite si presenta nel serpentino ricco di ferro risultante dalla reazione con l'acqua di olivina, pirosseno e minerali di ferro e nichel contenenti schreibersite e solfuri. Probabilmente la florenskyite si è formata col raffreddamento e la cristallizzazione dei suoi precursori fusi cioè leghe di ferro e nichel arricchite di fosforo, titanio e carbonio.